# Giacomo Alberti (Architekt)
Giacomo Alberti (* 10. Dezember 1896 in Bedigliora; † 7. Juli 1973 in Massagno) war ein Schweizer Architekt.

## Leben
Giacomo Alberti wurde als Sohn des Domenico Alberti und der Giuseppina Del Prete aus Astano geboren. Von 1913 bis 1916 besuchte er den Corso speciale di architettura an der Reale Accademia di Belle Arti in Mailand, den er am 9. Dezember 1916 mit seiner Lizenz und dem Ersten Preis abschloss. Er setzte seine Karriere an der Akademie fort und wurde am 15. November 1921 zum Professor für Architekturzeichnen ernannt. Im Jahr 1922 begann er seine berufliche Laufbahn in verschiedenen Architekturbüros in Bergamo und Brescia, wo er mit den Architekten Angelini und Marcello Piacentini sowie den Ingenieuren Dabbeni und Luigi Moretti zusammenarbeitete.
In dieser Zeit gewann er auch zwei Wettbewerbe für den Bau von Gefallenendenkmälern, die dann unter seiner Leitung in Cantello und Santa Maria della Versa gebaut wurden. Ausserdem projektierte und leitete er den Bau der Villa Papagni in Bergamo. 1926 liess er sich in Lugano nieder und projektierte und leitete zusammen mit dem Architekten Bernardo Ramelli die Villa Ferrari in Lugano-Besso und die Casa Contoli in der Via Lavizzari, Lugano.
Er führte wichtige Restaurierungen (Kirche Sant’Antonio in Balerna) und Neubauten wie die Kirche Santa Lucia in Massagno durch. Im Dezember 1933 bat er um Aufnahme in die SIA (Società ingegneri e architetti), zu der er am 13. März 1934 zugelassen wurde. In seinem Studio arbeiteten mehrere junge Architekten wie Tita Carloni, Gianfranco Rossi, Tito Lucchini (1960–1961), Angelo Bianchi und Stelio Ballerini (bis 1952). Er war zeit seines Lebens sowohl im privaten als auch im öffentlichen Bau aktiv und arbeitete bis 1972 ununterbrochen.

## Hauptwerke
- 1918: Villa Pagnamenta in Sorengo
- 1925: Villino Piffaretti in Lugano
- 1928: Casa Studio des Anwalts Tarchini in Balerna
- 1928: Villa Ganna in Lugano-Besso
- 1929: Restaurierung der Kirche Sant’Antonio in Balerna
- 1931: Fontana Pedrazzini in Locarno
- 1931: Kirche Santa Lucia in Massagno
- 1931: Villa Aglio in Bellinzona
- 1932: Villa Bernasconi	in Cassarate
- 1933: Wohnhaus Rota in Lugano-Loreto
- 1933: Wohnhaus Albizzati in Lugano
- 1934: Famedio und Friedhof in Massagno
- 1934: Kirche San Gottardo in Cureggia (Erweiterung)
- 1935: Primarschule in Sorengo
- 1936: Kirche in Montedato (Lavertezzo)
- 1937–1938: Pfarrkirche Santa Teresa von Lisieux in Viganello
- 1941: Casa del Cappello in Lugano
- 1943: Friedhof von Pazzalino (Pregassona)
- 1945: Autorimessa Morganti in Molino Nuovo
- 1949: Erweiterung des Albergo Unione in Bellinzona
- 1954: Primarschule in Morbio Inferiore
- 1960: Appartementhäuser in Via Trevano in Lugano
- 1971: Villa Christensen-Pagnamenta in Sorengo